# Yucca faxoniana
Yucca faxoniana (Trivialnamen in anderen Sprachen: Faxon Yucca, Spanish-Bayonet, Spanish-Dagger, Palma de San Pedro) ist eine Pflanzenart der Gattung der Palmlilien (Yucca) in der Familie der Spargelgewächse (Asparagaceae).

## Beschreibung
Die solitär wachsende Yucca faxoniana ist stammbildend und erreicht Wuchshöhen von 2 bis 7 Metern. Die variablen steifen, blauen, grünen, grauen Laubblätter sind 1 bis 1,4 Meter lang und bilden an den Blatträndern Fasern.
Der aufrechte, verzweigte, dichte Blütenstand wird 1 bis 1,2 Meter hoch. Die länglichen, weißen Blüten sind 5,5 bis 9 Zentimeter lang. Die Blütezeit reicht von März bis Mai.
Yucca faxoniana ist verwandt mit Yucca carnerosana. Im Gegensatz zu ihr hat sie kürzere und breitere Blätter. Sie hat Ähnlichkeiten mit Yucca torreyi und Yucca treculiana, unterscheidet sich aber von diesen durch einen dickeren Stamm. Sie ist ein Vertreter der Sektion Yucca, Serie Faxonianae.
Diese Art ist bei trockenem Stand frosthart bis minus 20 °C. In Albuquerque und Santa Fé, New Mexico, sind alte Exemplare zu bewundern. In Europa, im botanischen Garten von Hamburg wächst ein 50 Jahre altes 6 Meter hohes Exemplar.

## Verbreitung
Yucca faxoniana ist in der Chihuahua-Wüste in Mexiko in den Staaten Coahuila, Chihuahua und in den USA im Staat Texas, in Bergregionen an steinigen Hängen in Höhenlagen zwischen 1200 und 1600 Meter verbreitet. Vergesellschaftet ist diese Art oft mit Yucca torreyi, Yucca elata, Yucca baccata, Yucca rostrata, Yucca treculiana, verschiedenen Agaven- und Kakteen-Arten.

## Systematik
Der Name ehrt Charles Edward Faxon (1846–1918).
Die Erstbeschreibung durch William Trelease unter dem Namen Yucca australis ist 1893 veröffentlicht worden.
Die gültige Beschreibung unter dem Namen  Yucca faxoniana folgte von Charles Sprague Sargent 1905.

## Bilder
Yucca faxoniana in Texas:

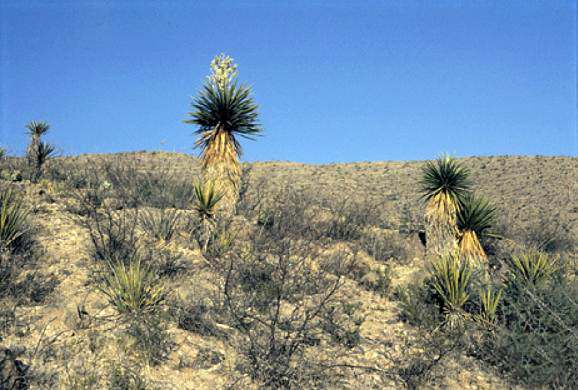
Mit Früchten
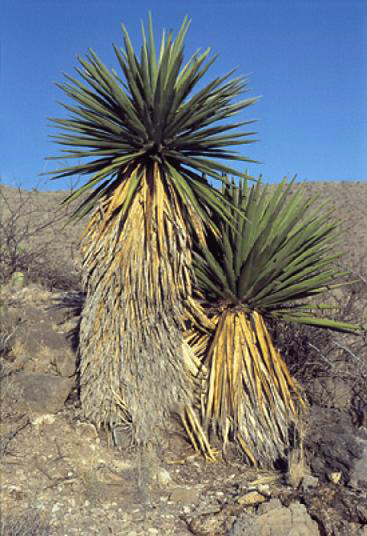
Ende Mai
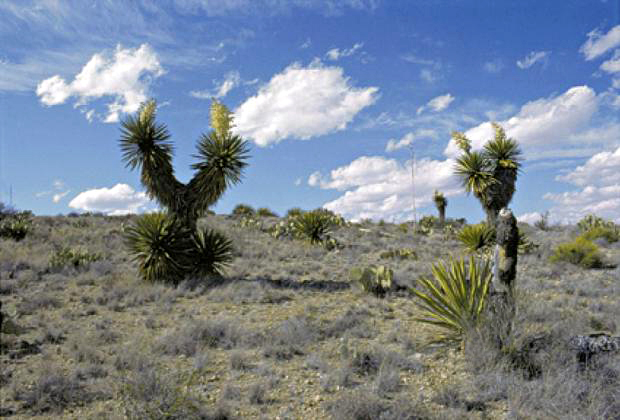
Verzweigte Exemplare
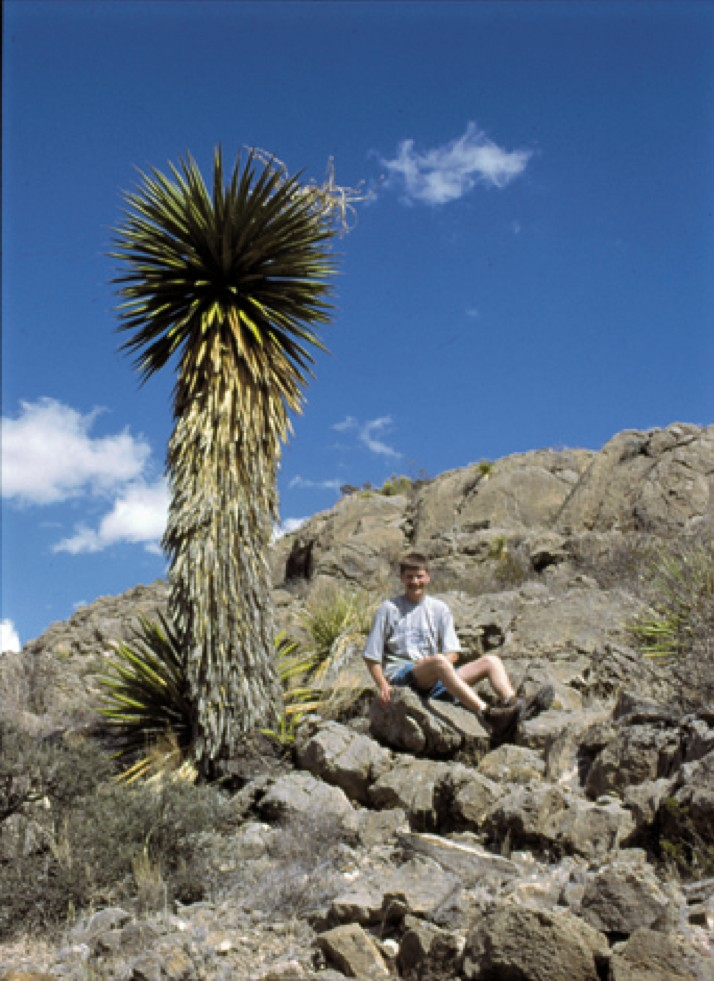
Mit Blütenresten